# 実況される男
『実況される男』（じっきょうされるおとこ）は、フジテレビで2016年10月15日から12月24日に放送された深夜ドラマである。

## 番組概要
東京競馬場を舞台に客として来場した主人公ウマオ役（要潤）にスポットをあて、ウマオに接してくる謎の女性たちとの奇妙な関係と展開を、実況仕立てにナレーションと共に進めていく連続ドラマである。

## 放送日時
- 2016年10月15日 - 12月24日、毎週土曜0:55 - 1:15（初回放送のみ1:15 - 1:35） 全11回放送

## 出演者
- 要潤
- 多田野曜平
- 藤井美菜
- 遊井亮子
- 野村宏伸
- 松岡由美

### 実況担当
- 山本剛史：IKKAN
- 榎田林太郎：酒巻光宏

## スタッフ
- 脚本：岡田道尚、久馬歩（ザ・プラン9）
- 企画：赤池洋文
- プロデューサー：柳川由起子（共同テレビ）
- 演出：松木創、北坊信一、神谷楓
- 演出補：北坊信一、紙谷楓
- 制作担当：持田一政、豊島さおり
- 技術P：名取佐斗史
- 撮影：白石利彦 他
- 照明：磯部大和 他
- 映像：桜庭武志 他
- 音声：児玉孝弘 他
- 選曲 / 音響効果：安藤友章
- 編集：安倍華子
- 美術制作：杉川廣明
- 装置：飛松理紗
- 衣装：高橋菜摘
- ヘアメイク：南怜花
- 広報：瀬田裕幸
- スチール：林寛
- ブレーン：福原フトシ
- 記録：渡邊由依
- 車輛：ファン
- 協力：JRA
- 制作協力：共同テレビ
- 制作著作：フジテレビ

## 主題歌
- 「BLANK - DUNK」　by PE'Z